# ТЕС Песанггаран
8°43′4″ пд. ш. 115°12′42″ сх. д. / 8.71778° пд. ш. 115.21167° сх. д.
ТЕС Песанггаран – теплова електростанція на південному узбережжі індонезійського острова Балі. Найпотужніша електростанція острова.
Станом на другу половину 1990-х років на станції Песанггаран працювало 11 генераторних установок на основі двигунів внутрішнього згоряння загальною потужністю 75,8 МВт, в т.ч. чотири по 5,08 МВт, одна потужністю 4,14 МВт та по дві з показниками по 6,77 МВт і 6,52 МВт. Крім того, використовувалось 4 встановлені на роботу у відкритому циклі газові турбіни загальною потужністю 125,5 МВт, в т.ч. по одній з показниками 21,5 МВт і 20,1 МВт, а також дві потужністю по 42 МВт. Загальний показник станції, таким чином, рахували як 201,3 МВт.
В 2015-му станцію підсилили 12 генераторними установками на основі двигунів внутрішнього згоряння Wärtsilä 18V50DF потужністю по 17,1 МВт, а наступного року їх доповнили трьома установками з двигунами MAN 18V 48/60 потужністю по 18,9 МВт. Після цього, з урахуванням виводу з експлуатації одинадцяти старих генеруючих об’єктів, загальна потужність станції номінувалась як 365 МВт (із чотирьох газових турбіни дві враховувались з потужністю по 16,5 МВт, а дві – по 35 МВт).
Традиційно станція працювала з використанням нафтопродуктів, проте у 2016 році сюди почались поставки блакитного паливо зі спеціально спорудженого для цього терміналу для імпорту зрідженого природного газу Беноа.
Видача продукції відбувається по ЛЕП, розрахованій на роботу під напругою 150 кВ.